# Spathia neurosa
Spathia es un género monotípico de plantas herbáceas de la familia de las gramíneas o poáceas.  Su única especie: Spathia neurosa Ewart & Archer, es originaria del norte de Australia. 